# Teodemir (bisbe)
Teodemir (en gallec: Teodomiro; en llatí: Theodemirus) va ser bisbe de la diòcesi d'Iria Flavia a principis del segle ix, des de l'any 818 fins a la seva mort l'any 847.
Va ser qui el va posar en coneixement de la cort d'Alfons II d'Astúries el descobriment del sepulcre de l'Apòstol Jaume.
La data de la troballa no es pot determinar amb precisió i és un tema controvertit tant per la doctrina catòlica com per la historiografia tradicional. La primera proposa els anys 814, 820, 829, 830 i 835, mentre que l'altra s'inclina per l'any 813.
Segons la llegenda, el bisbe Teodemir va ser informat de la troballa a través de l'ermità Pelai, habitant de l'actual Solovio. Després de diversos dies de pregària i de dejuni, el bisbe va entrar a la farga i va trobar la tomba de pedra que guardava tres cossos, identificats com les restes mortals de l'apòstol Jaume i de dos dels seus deixebles, Teodor i Atanasi.
Ho va comunicar al rei, que ràpidament va arribar des d'Oviedo per visitar el lloc.
El 4 de setembre de 834, el monarca va oferir al bisbe la donació de tres milles al voltant de la tomba, més tard duplicada a sis pel rei Ordoni I. Per la importància de la troballa, el bisbe va traslladar la seu episcopal a Compostel·la.
La làpida sepulcral del bisbe va ser trobada durant les excavacions realitzades per Chamoso Lamas al soterrani de la catedral de Santiago de Compostel·la, prop de la suposada tomba de l'apòstol. A la làpida, descoberta el 17 de setembre de 1955 es registra la data de la seva mort, el 20 d'octubre de 847.